# Kanton Cotignac
Kanton Cotignac is een voormalig kanton van het Franse departement Var. Kanton Cotignac maakte deel uit van het arrondissement Brignoles en telde 7354 inwoners (1999). Het werd opgeheven bij decreet van 27 februari 2014, met uitwerking op 22 maart 2015. Alle gemeenten werden toegevoegd aan het kanton Brignoles.

## Gemeenten
Het kanton Cotignac omvatte de volgende gemeenten:
- Carcès
- Correns
- Cotignac (hoofdplaats)
- Entrecasteaux
- Montfort-sur-Argens
- Saint-Antonin-du-Var